# 標準德語
標準德语（德語：或），指的是所有德語中的最為規範的一支，作為德語圈內最正式的書面語，是不同德語方言区的共同交流语言。
由於德语是一種多中心语言，其标准语也不盡相同，目前全球的標準德語有三，即德國標準德語、奧地利標準德語以及瑞士標準德語，這三者的書面語基本上是一模一樣的，只是口音略有變化，其中又以德國的標準語為傳播範圍最廣的。
值得注意的是，標準德語並不是“方言”，也不是“傳統語言”。它最初是一種“純書面語”。標準德語至今已有數百年的發展史，期間德語區作家們試圖利用它來寫作、翻譯《聖經》，盡可能多的讓所有德語區能看明白。但是，直到1800年前，標準德語幾乎只有書面語，對當時德國北部的人，尤其是那批說低地德語的人來説，標準德語的口音聽起來像是外語。德國統一後，巴登-符腾堡地區的方言作为最正確的標準語而全德國扩散，加上義務教育的普及，像汉诺威週边地区的北部方言都已經灭绝了。二戰後，奧地利和瑞士也發展出屬於自己的標準語口音。
為了保持書面語的一致，德语正写法协会負責發布一致性的德語正寫法。

## 术语
在德语语言学中，只有传统的地域变体才被称为方言，标准德语的变体则不被这么称呼。被称为Umgangssprachen（“口语”之意）的后者，从19世纪起就在德国境内逐渐取代各地的传统方言，從而形成混入方言成分的标准德语變體。
在標準德語裏，“標準德語”被稱為高地德語（Hochdeutsch）。但在語言學中，高地德語是指通行於德國中部及南部、瑞士、奧地利及法國阿爾薩斯等地的德語諸方言，而標準德語僅是其中一種。該名稱中的Hoch（高）指的是通行高地德語的地區，從阿爾卑斯山脈地區向北直至德國中部山地，地勢相對較高。相應地，低地德語中的低（Nieder），指的是通行低地德語的北德平原地勢相對較低。Hoch（高）並沒有任何表示標準德語比其他德語方言更高等的含義。

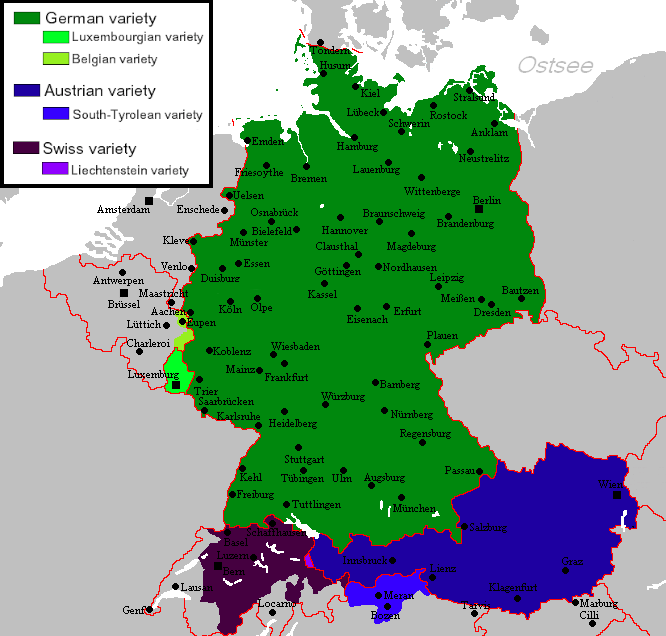
各國和地區內不同的標準德語

為了避免混淆「標準德語」與「高地德語」，「標準德語」亦被稱為Standarddeutsch（標準德語）或deutsche Standardsprache（德語標準語），如果上下文足夠清晰的話，簡稱為Standardsprache（標準語）。但這類名稱因帶有「標準」一詞而受到瑞士德語區的強烈抵觸，因為他們只認可「標準德語」的通用語地位，而不希望以「標準德語」以「標準」為名取代瑞士德語。

## 变体
标准德语存在地域性的不同，就区域而言尤其表现在德语国家间，就语言学特征而言尤其表现在词汇上（也表现在发音甚至语法的一些例子裏）。标准德语的地域变体不应与德语方言的变体混淆，尽管前者在一定程度上受方言影响，但两者毕竟是截然不同的。

## 标准德语与德语方言之间的连续体
在绝大多数区域，视具体情况的不同，德语使用者使用的德语属于连续体，这种连续体是一种混合物，可从更多的方言变体到更多的标准德语变体。
在瑞士的德语区，方言和（瑞士）标准德语之间则没有这种连续体。标准德语的使用几乎仅限于书面语。这种现象因此被称为“中间双语制”或“功能双语制”。在瑞士，人们往往只和完全听不懂瑞士德语的人才说标准德语，标准德语只被预期在学校中使用。不过，标准德语还是在當代瑞士德语的许多变体中留下明显痕迹，后者的区域性表达习惯和词汇已被标准德语同化取代。

## 正寫法
德語最新的正寫法從2006年8月1日起實施。
早期现代高地德语的首次标准化（非规范性的），是1534年的路德圣经。1781年约翰·克里斯托弗·阿德隆出版了第一部德语字典。1852年起雅各布·格林和威廉·格林兄弟開始編輯最廣泛的德語字典。這部著作一直到1960年才完工。1880年康拉德·杜登出版了德語全正體書寫字典。1901年經過小修改後，這部字典成為標準德語的唯一典範。其中的內容一直到1998年才被重新訂正。1998年的修改主要改進了一些非常不規則的語法，另外簡化了一些規則。此外一些在民間通用，但依照過去的正體法被認為是錯誤的寫法被認可為正確的。修改施行後，較古老的寫法被算做「已過時，但並非錯誤的」。